# 24 (عدد)
24 (أربع وعشرون) هو عدد صحيح  يلي العدد 23 ويسبق العدد 25 وهو عدد طبيعي موجب.